# Jørgen Jørgensen (aventurier)
Pour les articles homonymes, voir Jørgen Jørgensen.
Jørgen Jørgensen, qui changea son nom en Jorgen Jorgenson en 1817 (né le 29 mars 1780 à Copenhague, mort le 20 janvier 1841 en Tasmanie) est un aventurier danois. Il se proclama protecteur d'Islande le 26 juin 1809 avant d'être arrêté deux mois plus tard.
Buveur, joueur, il fut ensuite emprisonné à diverses reprises en Angleterre, ce qui ne l'empêcha pas d'être employé comme espion par le Foreign Office. Il échappa à une condamnation à mort en se faisant déporter en Australie et en Tasmanie (alors « Terre de Van Diemen », qu'il avait déjà explorée dans sa jeunesse) en 1825-26. Là, il participa à des explorations, ainsi qu'à la Black Line, une expédition menée contre les aborigènes. Marié sur place en 1831 à une déportée irlandaise, Norah Corbett, il y mourut à l'hôpital colonial en 1841.